# Kundabuffer
Kundabuffer es el cuarto álbum de estudio (y el quinto en la discografía general) lanzado por el grupo de rock argentino La Cofradía de la Flor Solar. Fue lanzado en 2007.

## Grabación
La grabación del disco se realizó en la primavera del 2006, en formato analógico, en cinta de 2, en los estudios Zanessi. El encargado de la grabación y de la masterización fue el ingeniero Daniel Zanessi, mientras que los músicos fueron Morcy Requena, Sebastián Rivas y Gustavo Meli. La producción se llevó a cabo en los estudios "El porrón" en la ciudad de Godoy Cruz, en Mendoza, ciudad donde se había radicado el grupo.

## Lista de canciones
1. Loco corazón (4:06)
2. Solo por tu amor (2:56)
3. Suerte de perra en la lluvia (4:44)
4. La sed (4:27)
5. Ojal de las trampas (4:12
6. Olas (4:15)
7. Héroe amante (4:50)
8. Kundabuffer (3:20)
9. Enjaulado (4:10)
10. Andáte (4:13)
11. Zapping (4:10)
12. Vientos del Sur (4:32)

## Músicos
- Gustavo Meli (batería)
- Sebastián Rivas (guitarra y voz)
- Morcy Requena (bajo y voz)